# Magnus Öström
Magnus Öström (Skultuna, 3 mei 1965) is een Zweeds jazzdrummer.
Öström was een jeugdvriend van Esbjörn Svensson, met wie hij in diverse bandjes speelde. Öström was geïnteresseerd in rockmuziek, een invloed die ook in zijn latere muziek goed terug is te horen. Uiteindelijk vormden de twee vrienden samen met Dan Berglund het succesvolle en vernieuwende Esbjörn Svensson Trio. Na het overlijden van de bandleider in 2008 nam Öström een time out. In 2011 verscheen dan het album Thread of Life, opgenomen eind 2010, van een eigen kwartet. Op het album staat een eerbetoon aan Esbjörn Svensson Ballad for E, met duidelijke invloeden van (progressive) rock en soms een somber geluid. In 2013 verscheen een tweede album van het kwartet Searching for Jupiter, met een meer optimistisch geluid.
Magnus Öström werkte samen met diverse andere jazzmusici en is op meerdere albums te horen. Hij ontving in 2012 de Duitse ECHO Jazz prijs voor beste drummer vanwege zijn album Thread of Life.

## Discografie
- Thread of Life (2011, ACT Music)
- Searching for Jupiter (2013, ACT Music)

- Bibsys: 2090305
- Bibliothèque nationale de France: cb142419447 (data)
- Gemeinsame Normdatei: 135102472
- International Standard Name Identifier: 0000 0000 7804 109X
- Library of Congress Control Number: nr2003029704
- MusicBrainz: 20a918f6-4542-4bd3-b84d-d01ab84c0d55
- Nationale Bibliotheek van Israël: 987007322010405171
- LIBRIS: 352559
- Système universitaire de documentation: 084271647
- Virtual International Authority File: 59296698
- WorldCat: E39PBJw8Yd9jCyK4rvMpHQPqQq